# 陌海
陌海（拉丁語：Mare Incognitum）是一座國際天文聯會已除名的月海，由英国天文学家休·珀西·威尔金斯（Hugh Percy Wilkins，1896年–1960年）命名，它位于月球正面东北区，靠近高斯环形山，但该月海并未得国际天文联合会的承认。